# Palazzo Cisterna (Roma)
Palazzo Cisterna è un palazzo di Roma, situato in via Giulia nel rione Regola.

## Storia
Il palazzo fu costruito nella seconda metà del '500 su commissione e progetto dello scultore Guglielmo Della Porta. Lo scultore, trasferitosi a Roma dopo il 1537, vi visse fino alla morte nel 1577.
Nel 1909 la proprietà passò al pittore Eugenio Cisterna, che realizzò alcune decorazioni interne e lo utilizzò come residenza privata. Dopo la morte del pittore il palazzo fu parzialmente acquistato dalla famiglia Ducci, che ancora ne detiene la proprietà. Nel 1998 vi pone la propria sede la fondazione Paolo Francesco e Annamaria Ducci.

## Descrizione
I saloni interni del palazzo sono decorati da soffitti a cassonetto dipinti, mentre le pareti, che in alcuni casi presentano frammenti di epoca romana, sono affrescate a grottesche.
Nel seminterrato, anticamente utilizzato come stalla, è ancora visibile una cisterna romana, che con altri elementi, principalmente fondamenta, lascia intuire la presenza di alcuni edifici preesistenti risalenti all'Antica Roma.